# Fana
För andra betydelser, se Fana (olika betydelser).
En fana är en dekorerad duk fäst på en stång avsedd att bäras. En fana är, till skillnad från en flagga, ofta unik. Läran om fanor och flaggor kallas vexillologi.
Den typ av fana där själva fanan hänger på en tvärstång fäst vid fanstången kallas standar eller kyrkfana.
Bäraren av en fana kallas fanbärare.

## Historik
Fanorna var ursprungligen militära fälttecken till exempel ryttarfana och truppfana och en mindre avdelning fotfolk som följde en fana kallades fänika. I dag används fanor av många olika organisationer och bärs vid högtidligare tillfällen i stora fantåg, exempelvis första maj av arbetarrörelsen.